# Shakalaka Baby
Shakalaka Baby è un brano musicale dei film di Kollywood e Bollywood Mudhalvan e Nayak, cantato da Vasundhara Das, Pravin Masi e Shiraz Uppal, con musiche di A. R. Rahman e testi di Vaitamuthu (versione originale) e Anand Bakshi (versione hindi).

## Versione di Preeya Kalidas
Il 5 giugno 2002 è stata realizzata una cover in lingua inglese con lo stesso titolo per il musical Bombay Dreams, con musiche di A. R. Rahman e testi di Don Black.

### Tracce
1. Shakalaka Baby
2. Shakalaka Baby (Shri Mix)
3. Tak Dheen